# Nathan Stupar
Stephen Nathan Stupar (State College, 14 marzo 1988) è un giocatore di football americano statunitense che gioca nel ruolo di linebacker per gli Atlanta Falcons della National Football League (NFL). Fu scelto nel corso del settimo giro (230º assoluto) del Draft NFL 2012 dagli Oakland Raiders. Al college giocò a football alla Pennsylvania State University.

## Carriera professionistica

### Oakland Raiders
Il 28 aprile 2012, Stupar fu scelto nel corso del settimo giro del Draft 2012 dagli Oakland Raiders. Il 7 giugno firmò un contratto quadriennale del valore di 2,15 milioni di dollari di cui 50.352 di bonus alla firma. Il 31 agosto venne svincolato, diventando l'unico rookie selezionato nel 2012 a esser svincolato, ma il giorno seguente venne nuovamente ingaggiato per far parte della squadra di allenamento dei Raiders. Il 12 settembre venne svincolato definitivamente.

### Philadelphia Eagles
Il 19 novembre firmò con la squadra di allenamento degli Eagles, rimanendovii fino alla fine della stagione regolare.

### San Francisco 49ers
L'8 gennaio 2013 firmò per far parte della squadra di allenamento dei San Francisco 49ers. Il 7 febbraio 2013 firmò un contratto biennale del valore di 900.000 dollari.

### Atlanta Falcons
Nel 2014, Stupar firmò con gli Atlanta Falcons. L'anno successivo disputò le prime tre gare come titolare in carriera e guidò la NFL in yard guadagnate su ritorno di fumble con 84.

## Palmarès
- National Football Conference Championship: 1

San Francisco 49ers: 2012

## Statistiche
| Partite totali      | 43  |
| Partite da titolare | 3   |
| Tackle totali       | 60  |
| Sack                | 1,0 |
| Intercetti          | 0   |

Statistiche aggiornate alla stagione 2015